# УТТЗ-6241.01 «Горожанин»
УТТЗ-6241.01 «Горожанин» — низкопольный троллейбус большого класса, изготавливаемый Уфимским трамвайно-троллейбусным заводом. Выпускается в модификациях как классического троллейбуса, так и электробуса с динамической подзарядкой или троллейбус с увеличенным автономным ходом (ТУАХ). Выпускается с 2020 года. Построен на базе кузова семейства автобусов МАЗ-203.

## Описание
УТТЗ-6241.01 «Горожанин» построен на базе кузова МАЗ-203 производства ОАО «МАЗ». Интерьер идентичен интерьеру оригинала (МАЗ-203), но является локализованной версией. В зависимости от комплектации троллейбус может быть оснащён системой автономного хода на расстояние до 60 километров, все модификации имеют аварийный автономный ход до 300 метров, пневматические штангоуловители (ПШУ) и кондиционер кабины водителя; кондиционер пассажирского салона (комплектация с автономным ходом).
Цена комплектации с автономным ходом 22 млн. рублей; без автономного хода 15 млн. рублей (2020).
Кузов «Горожанина» выполнен в лаконичном, но выразительном дизайне с плавными линиями, придающими ему динамичность даже в статике. Лобовое стекло – панорамное, с хорошей обзорностью для водителя, а боковые окна – большие, пропускающие много света.
Одно из главных преимуществ «Горожанина» – 100% низкий пол по всей длине салона. Это значит, что в него легко заходят люди с ограниченной подвижностью, родители с колясками и пожилые пассажиры. Широкая дверь с пандусом (при наличии) делает посадку ещё комфортнее.
Салон: просторный и технологичный  
Внутри – светлое пространство с эргономичными сиденьями, покрытыми износостойким материалом. Интерьер выдержан в нейтральных тонах, что создаёт ощущение чистоты и порядка.
Система климат-контроля – зимой тепло, летом прохладно.  
Информационные мониторы – показывают маршрут, время в пути и важные объявления.  
USB-разъёмы для зарядки гаджетов (в некоторых модификациях).  
Безопасность – камеры видеонаблюдения и система голосового оповещения.   
«Горожанин» работает на асинхронном двигателе, который обеспечивает плавный разгон и почти бесшумное движение. Это особенно важно в плотном городском потоке, где троллейбус не добавляет шума улицам.

## Эксплуатирующие города
- Новосибирск (258 единиц)
- Чебоксары (174 единиц)
- Пенза (94 единицы)
- Новочебоксарск (47 единицы)
- Новокузнецк (38 единиц)
- Уфа (34 единицы)
- Братск (11 единиц)
- Хабаровск (10 единиц)
- Ростов-на-Дону (5 единиц)
- Ковров (5 единиц)
- Стерлитамак (1 единица)
- Иваново (1 единица)